# Брансей
Брансе́й (фр. Branceilles, окс. Brancelhas) — коммуна во Франции, находится в регионе Лимузен. Департамент — Коррез. Входит в состав кантона Мейссак. Округ коммуны — Брив-ла-Гайярд.
Код INSEE коммуны — 19029.
Коммуна расположена приблизительно в 430 км к югу от Парижа, в 100 км южнее Лиможа, в 29 км к югу от Тюля.

## Население
Население коммуны на 2008 год составляло 251 человек.
| 1962 | 1968 | 1975 | 1982 | 1990 | 1999 | 2008 |
| ---- | ---- | ---- | ---- | ---- | ---- | ---- |
| 321  | 350  | 308  | 272  | 225  | 236  | 251  |

## Администрация
| Период | Период | Фамилия       | Партия | Примечания |
| ------ | ------ | ------------- | ------ | ---------- |
| 2001   | 2008   | Жан Озель     |        |            |
| 2008   | 2020   | Жорж Лейма    |        |            |
| 2020   |        | Сабин Сабатье |        |            |

## Экономика

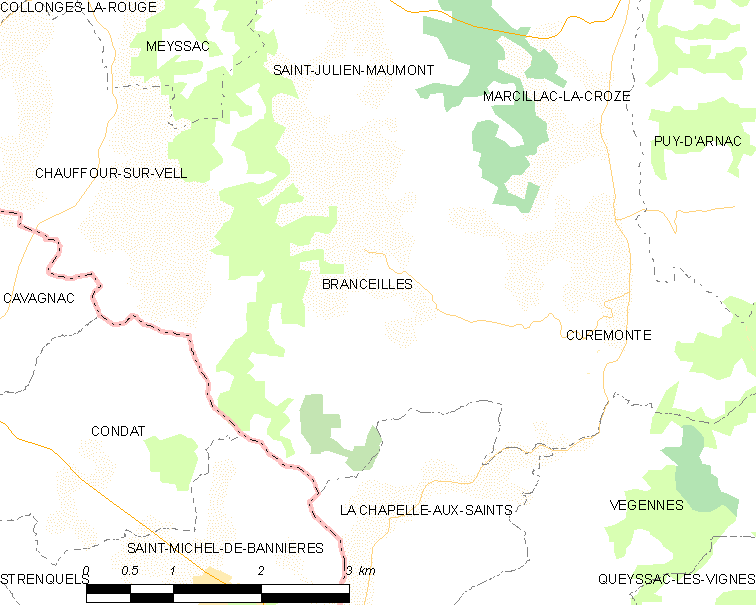
Карта коммуны

В 2007 году среди 150 человек в трудоспособном возрасте (15-64 лет) 110 были экономически активными, 40 — неактивными (показатель активности — 73,3 %, в 1999 году было 69,2 %). Из 110 активных работали 100 человек (53 мужчины и 47 женщин), безработных было 10 (4 мужчины и 6 женщин). Среди 40 неактивных 6 человек были учениками или студентами, 25 — пенсионерами, 9 были неактивными по другим причинам.

## Достопримечательности
- Голубятня (1759 год). Памятник истории с 2010 года[3]